# Шилекшинское сельское поселение
Шилекшинское се́льское поселе́ние — муниципальное образование в Кинешемском районе Ивановской области Российской Федерации.
Административный центр — село Шилекша.

## География
Расположено в южной части Кинешемского района. На севере граничит с Решемским сельским поселением, на юге и юго-востоке — с Лухским районом, на западе — с Батмановским сельским поселением и с Вичугским районом.
Общая площадь территории — 225,19 км², в том числе:
- площадь застроенных земель — 29,92 км²
- незастроенные территории, всего — 195,27 км², из них:
  - сельскохозяйственные угодья — 93,11 км²
  - лесные площади — 72,08 км²
  - площади под древесно-кустарниковой растительностью, не входящие в лесной фонд — 17,14 км²
  - водоемы — 12,94 тыс. га[1].

## История
Пик освоения территории ненышнего поселения пришёлся на вторую половину XIX века. В этот период росло население, основывались новые деревни, под пашни и сенокосы осваивались новые земли. 
Статус и границы сельского поселения установлены Законом Ивановской области от 25 февраля 2005 года № 42-ОЗ «О городском и сельских поселениях в Кинешемском муниципальном районе».
В сельском поселении расположена мужская колония-поселение № 12 Шилекша Управления ФСИН по Ивановской области (село Шилекша, ул. Центральная, д. 32).

## Население
| 2002  | 2010  | 2011  | 2012  | 2013  | 2014  | 2015  |
| ----- | ----- | ----- | ----- | ----- | ----- | ----- |
| 1566  | ↘1349 | ↘1344 | ↘1296 | ↘1281 | ↘1277 | ↘1271 |
| 2016  | 2017  | 2018  | 2019  | 2020  | 2021  |       |
| ↘1268 | ↘1252 | ↘1197 | ↘1191 | ↘1179 | ↘1095 |       |

## Состав сельского поселения
| №  | Населённый пункт | Тип населённого пункта       | Население |
| -- | ---------------- | ---------------------------- | --------- |
| 1  | Афачиха          | деревня                      | 8         |
| 2  | Бабенково        | деревня                      | 10        |
| 3  | Базеево          | деревня                      | 0         |
| 4  | Барсуки          | деревня                      | 1         |
| 5  | Бахарево         | село                         | ↗169      |
| 6  | Белоусиха        | деревня                      | 17        |
| 7  | Вашурово         | деревня                      | 7         |
| 8  | Верещагино       | деревня                      | 13        |
| 9  | Вискино          | деревня                      | 3         |
| 10 | Воронино         | деревня                      | 0         |
| 11 | Воскресенское    | село                         | →78       |
| 12 | Вотолино         | деревня                      | 19        |
| 13 | Галицкая         | деревня                      | 18        |
| 14 | Дмитриково       | деревня                      | 0         |
| 15 | Зобнино          | село                         | ↘289      |
| 16 | Зубцово          | деревня                      | 0         |
| 17 | Козлиха          | деревня                      | 5         |
| 18 | Крайчиково       | деревня                      | ↘56       |
| 19 | Лапшиново        | деревня                      | 4         |
| 20 | Ломки            | деревня                      | 0         |
| 21 | Льготино         | деревня                      | 4         |
| 22 | Мостовицы        | деревня                      | 0         |
| 23 | Нестерово        | деревня                      | 0         |
| 24 | Олешево          | деревня                      | 12        |
| 25 | Реутиха          | деревня                      | 0         |
| 26 | Решетиха         | деревня                      | 2         |
| 27 | Самсониха        | деревня                      | 12        |
| 28 | Скоково          | деревня                      | 14        |
| 29 | Стояниха         | деревня                      | 7         |
| 30 | Таратино         | деревня                      | 29        |
| 31 | Трегубиха        | деревня                      | 7         |
| 32 | Угловатица       | деревня                      | 4         |
| 33 | Хмельники        | деревня                      | 0         |
| 34 | Черняково        | деревня                      | 19        |
| 35 | Шанино           | деревня                      | 14        |
| 36 | Шилекша          | село, административный центр | ↗441      |
| 37 | Ширяиха          | деревня                      | 0         |
| 38 | Шумовская        | деревня                      | 87        |

## Транспорт
По территории проходят дороги межмуниципального значения — Кинешма — Батманы — Шилекша, Решма — Зобнино.

## Памятники истории, архитектуры и археологии
- Храм Казанская иконы Божией матери, село Бахарево. Храм и трапезная возведены в 1819 году, колокольня — в 1870 году. Небольшой сельский храм в стиле классицизма. Разрушен.
- Храмовый комплекс: храм Воскресения и Знамения, село Воскресенское, конец XVIII — первая четверть XIX века. Летняя церковь Воскресения, построена в 1790 году по заказу и на средства П. И. Шушериной, церковь Знамения — под попечением помещиков Т. М. и П. А. Нелидовых. Храмы в стиле барокко, отличающиеся друг от друга объёмной структурой и декоративным убранством. Разрушены.
- Храм Успения Пресвятой Богородицы, село Зобнино. Кирпичный храм построен в 1816 году на средства семьи А. В. Суворова и прихожан. Характерная для Приволжья церковь в традициях раннего классицизма. В разрушенном состоянии.
- Храм Пресвятой Троицы, село Шилекша. Построен в 1800 году на средства петербургского купца Ф. Д. Сыренкова в стиле раннего классицизма, с живописной композицией венчания. Заброшен[3].